# Wax
Wax war der Name eines Popduos in den 1980er Jahren. Es bestand aus dem ehemaligen 10cc-Musiker Graham Gouldman und dem Sänger Andrew Gold. In den USA wurden sie als Wax UK gelistet.

## Bandgeschichte
Während Gouldman von Anfang an bei 10cc dabei war, war Gold in den 1970ern noch ein erfolgreicher Solomusiker und beim Album Ten Out of 10 (1981) der Band als Gastmusiker, Mitkomponist und -produzent dabei. Aus dieser Bekanntschaft entwickelte sich nach dem Ende von 10cc das Zwei-Mann-Projekt Wax.
Zuerst nannte sich die Gruppe World in Action. Aber als die erste Single Don’t Break My Heart und ein produziertes Album namens Victoria sehr erfolglos blieben, änderten sie den Namen in Common Knowledge. Auch dieser Gruppenname blieb erfolglos, so dass man zum dritten Mal den Namen in Wax änderte. Das bislang produzierte Album wurde zunächst nicht weiter veröffentlicht.
Im Herbst 1985 veröffentlichten Gouldman und Gold ihr erstes Album unter dem neuen Gruppennamen Magnetic Heaven. Ihre Single Right Between the Eyes erreichte im Frühjahr 1986 in den Charts zwar nur hintere Platzierungen, war aber ein großer Radiohit. Überhaupt hatten Wax mit Shadows of Love, American English, In Some Other World, Wherever You Are und Anchors Aweigh zwar zwischen 1986 und 1989 eine ganze Reihe Radioerfolge, die Plattenverkäufe blieben jedoch weit dahinter zurück. Neben Right Between the Eyes wurde (Building A) Bridge to Your Heart 1987 zu ihrem größten Hit, der als einziger die deutschen Singlesverkaufscharts erreichte und auf Platz 5 der Airplay-Hitparade landete. Beide Songs sind auch heute noch häufig gespielte Radioklassiker. Der Hamburger Musiker Rocko Schamoni veröffentlichte 2001 eine deutsche Coverversion unter dem Titel Gegen den Staat.
Als auch ihr drittes Album 100,000 in Fresh Notes (1988) nicht den großen kommerziellen Erfolg brachte, trennten sich Gouldman und Gold und gingen wieder zurück zu den Wurzeln: Gouldman war bei der Wiedervereinigung von 10cc dabei, Gold schloss sich mit seinen alten Kollegen von der Band Bryndle zusammen.
Im Jahr 1998 veröffentlichte Gold das erste erstellte und bisher eher unbekannte Album unter dem erfolgreichen Bandnamen Wax und dem Titel common knowledge.com neu und fügte vier neue Songs hinzu, die er in seinem Heimstudio aufgenommen hatte. Eine Sammlung von Outtakes und Raritäten, Wax Bikini, wurde im Jahr 2000 auf der Website von Gold veröffentlicht.
Gold verstarb im Sommer 2011 in den USA.

## Mitglieder
- Graham Gouldman (* 10. Mai 1946 in Manchester, England)
- Andrew Gold (* 2. August 1951 in Burbank, Kalifornien; † 3. Juni 2011 in Encino, Kalifornien)

## Diskografie
Singles
- Ball and Chain (1985)
- Right Between the Eyes (1986)
- Shadows of Love (1986)
- Bridge to Your Heart (1987)
- American English (1987)
- In Some Other World (1988)
- Wherever You Are (1989)
- Anchors Aweigh (1989)

Alben
- Magnetic Heaven (1986)
- American English (1987)
- 100,000 in Fresh Notes (1988)
- common knowledge.com (1998)
- Bikini (2000)